# Nordin Wooter
Nordin Wooter   (Paramaribo, 24 d'agost de 1976) és un futbolista neerlandès nascut al Surinam. Jugava de lateral dret i va ser internacional en les categories inferiors neerlandeses. Va iniciar la seua carrera professional a l'Ajax Amsterdam, tot debutant la temporada 94/95. En 1997 es va traslladar al Reial Saragossa de la lliga espanyola, i després a l'ànglés Watford FC. Posteriorment ha militat en equips neerlandesos, turcs o de la lliga xipriota, entre d'altres.